# Idaea ibericata
Idaea ibericata là một loài bướm đêm trong họ Geometridae.